# (15965) Robertcox
(15965) Robertcox est un astéroïde de la ceinture principale.

## Description
(15965) Robertcox est un astéroïde de la ceinture principale. Il fut découvert le 23 février 1998 à Oaxaca de Juárez par James M. Roe. Il présente une orbite caractérisée par un demi-grand axe de 3,00 UA, une excentricité de 0,09 et une inclinaison de 12,2° par rapport à l'écliptique.

## Compléments